# Élections cantonales de 2011 dans les Landes
Les élections cantonales ont eu lieu les 20 et 27 mars 2011.

## Contexte départemental

### Assemblée départementale sortante
Avant les élections, le conseil général des Landes est présidé par Henri Emmanuelli (PS). Il comprend 30 conseillers généraux issus des 30 cantons des Landes. 15 d'entre eux sont renouvelables lors de ces élections. 
| Parti                             | Sigle | Élus |
| --------------------------------- | ----- | ---- |
| Majorité (26 sièges)              |       |      |
| Parti socialiste                  | PS    | 25   |
| Parti communiste français         | PCF   | 1    |
| Opposition (4 sièges)             |       |      |
| Union pour un mouvement populaire | UMP   | 2    |
| Nouveau Centre                    | NC    | 1    |
| Divers droite                     | DVD   | 1    |
| Président du conseil général      |       |      |
| Henri Emmanuelli (PS)             |       |      |

## Résultats à l'échelle du département

### Résultats en nombre de sièges
| Parti | Sièges mis en jeu | Élus | Évolution |
| ----- | ----------------- | ---- | --------- |
| PS    | 14                | 13   | -1        |
| UMP   | 1                 | 2    | +1        |

### Assemblée départementale à l'issue des élections
| Parti                             | Sigle | Élus |
| --------------------------------- | ----- | ---- |
| Majorité (24 sièges)              |       |      |
| Parti socialiste                  | PS    | 23   |
| Parti communiste français         | PCF   | 1    |
| Opposition (6 sièges)             |       |      |
| Nouveau Centre                    | NC    | 2    |
| Union pour un mouvement populaire | UMP   | 2    |
| Divers droite                     | DVD   | 1    |
| Divers gauche                     | DVG   | 1    |
| Président du conseil général      |       |      |
| Henri Emmanuelli (PS)             |       |      |

## Résultats par canton

### Canton d'Amou
| Candidats      | Candidats           | Étiquette      | Premier tour | Premier tour |
| Candidats      | Candidats           | Étiquette      | Voix         | %            |
| -------------- | ------------------- | -------------- | ------------ | ------------ |
|                | Odile Lafite*       | PS             | 1 764        | 62,31        |
|                | Didier Merrien      | FG             | 601          | 21,23        |
|                | Bernadette Campagne | EÉLV           | 466          | 16,46        |
|                |                     |                |              |              |
| Inscrits       | Inscrits            | Inscrits       | 5 732        | 100,00       |
| Abstentions    | Abstentions         | Abstentions    | 2 412        | 42,08        |
| Votants        | Votants             | Votants        | 3 320        | 57,92        |
| Blancs et nuls | Blancs et nuls      | Blancs et nuls | 489          | 14,74        |
| Exprimés       | Exprimés            | Exprimés       | 2 831        | 85,27        |

*sortant

### Canton de Castets
| Candidats      | Candidats           | Étiquette      | Premier tour | Premier tour | Second tour | Second tour |
| Candidats      | Candidats           | Étiquette      | Voix         | %            | Voix        | %           |
| -------------- | ------------------- | -------------- | ------------ | ------------ | ----------- | ----------- |
|                | Gérard Subsol*      | PS             | 2 108        | 46,55        | 2 597       | 54,40       |
|                | Jean-Pierre Béguery | DVD            | 1 703        | 37,61        | 2 177       | 45,60       |
|                | Maryse Corret       | FG             | 372          | 8,22         |             |             |
|                | Gérard Claverie     | EÉLV           | 345          | 7,62         |             |             |
|                |                     |                |              |              |             |             |
| Inscrits       | Inscrits            | Inscrits       | 8 459        | 100,00       | 8 459       | 100,00      |
| Abstentions    | Abstentions         | Abstentions    | 3 742        | 44,24        | 3 442       | 40,69       |
| Votants        | Votants             | Votants        | 4 717        | 55,76        | 5 017       | 59,31       |
| Blancs et nuls | Blancs et nuls      | Blancs et nuls | 189          | 4,01         | 243         | 4,84        |
| Exprimés       | Exprimés            | Exprimés       | 4 528        | 95,99        | 4 774       | 95,16       |

*sortant

### Canton de Dax-Nord
| Candidats      | Candidats         | Étiquette      | Premier tour | Premier tour | Second tour | Second tour |
| Candidats      | Candidats         | Étiquette      | Voix         | %            | Voix        | %           |
| -------------- | ----------------- | -------------- | ------------ | ------------ | ----------- | ----------- |
|                | Danielle Michel*  | PS             | 3 182        | 49,59        | 4 458       | 69,66       |
|                | Jean du Val       | UMP            | 1 376        | 21,45        | 1 942       | 30,34       |
|                | Sylvie Péducasse  | FG             | 1 072        | 16,71        |             |             |
|                | Jean-Marie Vignes | EÉLV           | 786          | 12,25        |             |             |
|                |                   |                |              |              |             |             |
| Inscrits       | Inscrits          | Inscrits       | 15 861       | 100,00       | 15 861      | 100,00      |
| Abstentions    | Abstentions       | Abstentions    | 9 157        | 57,73        | 8 909       | 56,17       |
| Votants        | Votants           | Votants        | 6 704        | 42,27        | 6 952       | 43,83       |
| Blancs et nuls | Blancs et nuls    | Blancs et nuls | 288          | 4,30         | 552         | 7,94        |
| Exprimés       | Exprimés          | Exprimés       | 6 416        | 95,70        | 6 400       | 92,06       |

*sortante - Vice-présidente du Conseil général, Maire de Saint-Paul-lès-Dax

### Canton de Gabarret
| Candidats      | Candidats         | Étiquette      | Premier tour | Premier tour | Second tour | Second tour |
| Candidats      | Candidats         | Étiquette      | Voix         | %            | Voix        | %           |
| -------------- | ----------------- | -------------- | ------------ | ------------ | ----------- | ----------- |
|                | Michel Herrero*   | UMP            | 872          | 46,36        | 1 049       | 51,42       |
|                | Serge Expert      | PS             | 672          | 35,73        | 991         | 48,58       |
|                | Christian Sourbes | POI            | 186          | 9,89         |             |             |
|                | Philippe Techer   | FG             | 98           | 5,21         |             |             |
|                | Daniel Verdier    | PRG            | 53           | 2,82         |             |             |
|                |                   |                |              |              |             |             |
| Inscrits       | Inscrits          | Inscrits       | 2 854        | 100,00       | 2 854       | 100,00      |
| Abstentions    | Abstentions       | Abstentions    | 901          | 31,57        | 703         | 24,63       |
| Votants        | Votants           | Votants        | 1 953        | 68,43        | 2 151       | 75,37       |
| Blancs et nuls | Blancs et nuls    | Blancs et nuls | 72           | 3,69         | 111         | 5,16        |
| Exprimés       | Exprimés          | Exprimés       | 1 881        | 96,31        | 2 040       | 94,84       |

*sortant

### Canton de Geaune
| Candidats      | Candidats          | Étiquette      | Premier tour | Premier tour |
| Candidats      | Candidats          | Étiquette      | Voix         | %            |
| -------------- | ------------------ | -------------- | ------------ | ------------ |
|                | Gilles Couture*    | PS             | 1 328        | 58,48        |
|                | Pascal Beaumont    | DVD            | 795          | 35,01        |
|                | Michel Edouard     | RPS-EELV       | 81           | 3,57         |
|                | Véronique Lafaurie | FG             | 67           | 2,95         |
|                |                    |                |              |              |
| Inscrits       | Inscrits           | Inscrits       | 3 587        | 100,00       |
| Abstentions    | Abstentions        | Abstentions    | 1 242        | 34,63        |
| Votants        | Votants            | Votants        | 2 345        | 65,37        |
| Blancs et nuls | Blancs et nuls     | Blancs et nuls | 74           | 3,16         |
| Exprimés       | Exprimés           | Exprimés       | 2 271        | 96,84        |

*sortant

### Canton d'Hagetmau
| Candidats      | Candidats         | Étiquette      | Premier tour | Premier tour |
| Candidats      | Candidats         | Étiquette      | Voix         | %            |
| -------------- | ----------------- | -------------- | ------------ | ------------ |
|                | Monique Lubin*    | PS             | 2 630        | 52,37        |
|                | Pascale Requenna  | DVD            | 1 729        | 34,43        |
|                | Michel Cabiro     | UMP            | 316          | 6,29         |
|                | Pascal Curculosse | FG             | 178          | 3,54         |
|                | Fanette Laborde   | EÉLV           | 169          | 3,37         |
|                |                   |                |              |              |
| Inscrits       | Inscrits          | Inscrits       | 7 708        | 100,00       |
| Abstentions    | Abstentions       | Abstentions    | 2 537        | 32,91        |
| Votants        | Votants           | Votants        | 5 171        | 67,09        |
| Blancs et nuls | Blancs et nuls    | Blancs et nuls | 149          | 2,88         |
| Exprimés       | Exprimés          | Exprimés       | 5 022        | 97,12        |

*sortant

### Canton de Labrit
| Candidats      | Candidats           | Étiquette      | Premier tour | Premier tour |
| Candidats      | Candidats           | Étiquette      | Voix         | %            |
| -------------- | ------------------- | -------------- | ------------ | ------------ |
|                | Dominique Coutière* | PS             | 800          | 58,57        |
|                | Gilles Laporte      | EÉLV           | 247          | 18,08        |
|                | Gérald Lerche       | UMP            | 222          | 16,25        |
|                | Nadine Descacq      | FG             | 97           | 7,10         |
|                |                     |                |              |              |
| Inscrits       | Inscrits            | Inscrits       | 2 508        | 100,00       |
| Abstentions    | Abstentions         | Abstentions    | 1 082        | 43,14        |
| Votants        | Votants             | Votants        | 1 426        | 56,86        |
| Blancs et nuls | Blancs et nuls      | Blancs et nuls | 60           | 4,21         |
| Exprimés       | Exprimés            | Exprimés       | 1 366        | 95,79        |

*sortant

### Canton de Mimizan
| Candidats      | Candidats        | Étiquette      | Premier tour | Premier tour |
| Candidats      | Candidats        | Étiquette      | Voix         | %            |
| -------------- | ---------------- | -------------- | ------------ | ------------ |
|                | Xavier Fortinon* | PS             | 2 668        | 60,95        |
|                | Michèle Birochau | UMP            | 1 297        | 29,63        |
|                | Gilbert Badet    | FG             | 412          | 9,41         |
|                |                  |                |              |              |
| Inscrits       | Inscrits         | Inscrits       | 8 939        | 100,00       |
| Abstentions    | Abstentions      | Abstentions    | 4 330        | 48,44        |
| Votants        | Votants          | Votants        | 4 609        | 51,56        |
| Blancs et nuls | Blancs et nuls   | Blancs et nuls | 232          | 5,03         |
| Exprimés       | Exprimés         | Exprimés       | 4 377        | 94,97        |

*sortant

### Canton de Mont-de-Marsan-Nord
| Candidats      | Candidats        | Étiquette      | Premier tour | Premier tour | Second tour | Second tour |
| Candidats      | Candidats        | Étiquette      | Voix         | %            | Voix        | %           |
| -------------- | ---------------- | -------------- | ------------ | ------------ | ----------- | ----------- |
|                | Didier Simon     | PS             | 2 236        | 41,21        | 3 185       | 60,48       |
|                | Hervé Bayard     | UMP            | 1 520        | 28,05        | 2 081       | 39,52       |
|                | Julien Antunes   | FN             | 734          | 13,55        |             |             |
|                | Laurence Motoman | EÉLV           | 594          | 10,96        |             |             |
|                | Philippe Lucas   | FG             | 334          | 6,16         |             |             |
|                |                  |                |              |              |             |             |
| Inscrits       | Inscrits         | Inscrits       | 12 940       | 100,00       | 12 938      | 100,00      |
| Abstentions    | Abstentions      | Abstentions    | 7 123        | 55,05        | 7 214       | 55,76       |
| Votants        | Votants          | Votants        | 5 817        | 44,95        | 5 724       | 44,24       |
| Blancs et nuls | Blancs et nuls   | Blancs et nuls | 399          | 6,86         | 458         | 8,00        |
| Exprimés       | Exprimés         | Exprimés       | 5 418        | 93,14        | 5 266       | 92,00       |

*sortant

### Canton de Mont-de-Marsan-Sud
| Candidats      | Candidats              | Étiquette      | Premier tour | Premier tour | Second tour | Second tour |
| Candidats      | Candidats              | Étiquette      | Voix         | %            | Voix        | %           |
| -------------- | ---------------------- | -------------- | ------------ | ------------ | ----------- | ----------- |
|                | Renaud Lahitète        | PS             | 2 105        | 40,78        | 6 061       | 56,37       |
|                | Bertrand Tortigue      | DVD            | 1 568        | 30,38        | 4 692       | 43,63       |
|                | Fariez Thierry         | FN             | 478          | 9,26         |             |             |
|                | Marie-Claire Dupouy    | EÉLV           | 357          | 6,92         |             |             |
|                | Alain Baché            | FG             | 346          | 6,70         |             |             |
|                | Fabrice Milhares       | CNIP           | 166          | 3,22         |             |             |
|                | Pierre-Noël Ithurralde | DVG            | 142          | 2,75         |             |             |
|                |                        |                |              |              |             |             |
| Inscrits       | Inscrits               | Inscrits       | 25 029       | 100,00       | 25 029      | 100,00      |
| Abstentions    | Abstentions            | Abstentions    | 13 843       | 55,30        | 13 457      | 53,77       |
| Votants        | Votants                | Votants        | 11 191       | 44,70        | 11 572      | 46,23       |
| Blancs et nuls | Blancs et nuls         | Blancs et nuls | 314          | 2,81         | 819         | 7,08        |
| Exprimés       | Exprimés               | Exprimés       | 10 877       | 97,19        | 10 753      | 92,92       |

*sortant

### Canton de Morcenx
| Candidats      | Candidats           | Étiquette      | Premier tour | Premier tour |
| Candidats      | Candidats           | Étiquette      | Voix         | %            |
| -------------- | ------------------- | -------------- | ------------ | ------------ |
|                | Jean-Claude Deyres* | PS             | 2 489        | 61,65        |
|                | Michel Bonnet       | FG             | 749          | 18,55        |
|                | Jean-Pierre Pourrut | DLR            | 457          | 11,32        |
|                | Virginie Floutier   | EÉLV           | 342          | 8,47         |
|                |                     |                |              |              |
| Inscrits       | Inscrits            | Inscrits       | 7 349        | 100,00       |
| Abstentions    | Abstentions         | Abstentions    | 3 146        | 42,81        |
| Votants        | Votants             | Votants        | 4 203        | 57,19        |
| Blancs et nuls | Blancs et nuls      | Blancs et nuls | 166          | 3,95         |
| Exprimés       | Exprimés            | Exprimés       | 4 037        | 96,05        |

*sortant

### Canton de Peyrehorade
| Candidats      | Candidats           | Étiquette      | Premier tour | Premier tour | Second tour | Second tour |
| Candidats      | Candidats           | Étiquette      | Voix         | %            | Voix        | %           |
| -------------- | ------------------- | -------------- | ------------ | ------------ | ----------- | ----------- |
|                | Jean Pétrau         | DVD            | 1 839        | 43,21        | 2 575       | 52,80       |
|                | Isabelle Cailleton* | PS             | 1 589        | 37,34        | 2 302       | 47,20       |
|                | Bernard Desgré      | FG             | 406          | 9,54         |             |             |
|                | Alain Godot         | EÉLV           | 422          | 9,92         |             |             |
|                |                     |                |              |              |             |             |
| Inscrits       | Inscrits            | Inscrits       | 8 687        | 100,00       | 8 686       | 100,00      |
| Abstentions    | Abstentions         | Abstentions    | 4 257        | 49,00        | 3 588       | 41,31       |
| Votants        | Votants             | Votants        | 4 430        | 51,00        | 5 098       | 58,69       |
| Blancs et nuls | Blancs et nuls      | Blancs et nuls | 174          | 3,93         | 221         | 4,34        |
| Exprimés       | Exprimés            | Exprimés       | 4 256        | 96,07        | 4 877       | 95,66       |

*sortant

### Canton de Pissos
| Candidats      | Candidats      | Étiquette      | Premier tour | Premier tour |
| Candidats      | Candidats      | Étiquette      | Voix         | %            |
| -------------- | -------------- | -------------- | ------------ | ------------ |
|                | Guy Destenave* | PS             | 722          | 53,64        |
|                | Axel Franck    | UMP            | 294          | 21,84        |
|                | Alain Crenca   | FG             | 228          | 16,94        |
|                | Joëlle Duparc  | EÉLV           | 102          | 7,58         |
|                |                |                |              |              |
| Inscrits       | Inscrits       | Inscrits       | 2 707        | 100,00       |
| Abstentions    | Abstentions    | Abstentions    | 1 307        | 48,28        |
| Votants        | Votants        | Votants        | 1 400        | 51,72        |
| Blancs et nuls | Blancs et nuls | Blancs et nuls | 54           | 3,86         |
| Exprimés       | Exprimés       | Exprimés       | 1 346        | 96,14        |

*sortant

### Canton de Saint-Vincent-de-Tyrosse
| Candidats      | Candidats        | Étiquette      | Premier tour | Premier tour | Second tour | Second tour |
| Candidats      | Candidats        | Étiquette      | Voix         | %            | Voix        | %           |
| -------------- | ---------------- | -------------- | ------------ | ------------ | ----------- | ----------- |
|                | Michèle Labeyrie | PS             | 3 477        | 37,06        | 5 561       | 61,79       |
|                | François Mathio  | UMP            | 2 080        | 22,17        | 3 439       | 38,21       |
|                | Arlette Grejois  | FN             | 1 446        | 15,41        |             |             |
|                | Denis Darricau   | FG             | 1 329        | 14,16        |             |             |
|                | Jean-Yves Wegner | EÉLV           | 1 051        | 11,20        |             |             |
|                |                  |                |              |              |             |             |
| Inscrits       | Inscrits         | Inscrits       | 22 628       | 100,00       | 22 628      | 100,00      |
| Abstentions    | Abstentions      | Abstentions    | 12 988       | 57,40        | 12 819      | 56,65       |
| Votants        | Votants          | Votants        | 9 640        | 42,60        | 9 809       | 43,35       |
| Blancs et nuls | Blancs et nuls   | Blancs et nuls | 257          | 2,67         | 809         | 8,25        |
| Exprimés       | Exprimés         | Exprimés       | 9 383        | 97,33        | 9 000       | 91,75       |

*sortant

### Canton de Tartas-Est
| Candidats      | Candidats               | Étiquette      | Premier tour | Premier tour |
| Candidats      | Candidats               | Étiquette      | Voix         | %            |
| -------------- | ----------------------- | -------------- | ------------ | ------------ |
|                | Jean-François Broquères | PS             | 1 388        | 54,43        |
|                | Philippe Dubourg        | DVG            | 345          | 13,53        |
|                | Sabine Plent            | FG             | 296          | 11,61        |
|                | Jean-Jacques Vigneau    | CPNT           | 222          | 8,71         |
|                | Hélène Rochefort        | FN             | 209          | 8,20         |
|                | Stéphane Bruey          | EÉLV           | 90           | 3,53         |
|                |                         |                |              |              |
| Inscrits       | Inscrits                | Inscrits       | 4 310        | 100,00       |
| Abstentions    | Abstentions             | Abstentions    | 1 687        | 39,14        |
| Votants        | Votants                 | Votants        | 2 623        | 60,86        |
| Blancs et nuls | Blancs et nuls          | Blancs et nuls | 73           | 2,78         |
| Exprimés       | Exprimés                | Exprimés       | 2 550        | 97,22        |

*sortant